# Follow the Leader (콘의 음반)
| 전문가 평가                       | 전문가 평가 |
| 평가 점수                         | 평가 점수   |
| 출처                              | 점수        |
| --------------------------------- | ----------- |
| AllMusic                          | [ 3 ]       |
| Christgau's Consumer Guide        | C           |
| The Encyclopedia of Popular Music | [ 5 ]       |
| Entertainment Weekly              | B−          |
| The Guardian                      | [ 7 ]       |
| Pitchfork                         | 6.9/10      |
| Rolling Stone                     | [ 9 ]       |
| The Rolling Stone Album Guide     | [ 10 ]      |
| Spin                              | 7/10        |
| USA Today                         | [ 12 ]      |

《Follow the Leader》는 미국의 누 메탈 밴드 콘의 세 번째 스튜디오 음반이다. 1998년 8월 18일, 이모털 레코드와 에픽 레코드를 통해 발매되었다. 이 음반은 로스 로빈슨이 프로듀싱하지 않은 첫 번째 음반이었다. 대신 스티브 톰슨과 토비 라이트가 프로듀싱했다.
이 음반은 발매 첫 주에 268,000장이 판매된 미국 빌보드 200을 포함한 4개의 전국 차트에서 1위를 차지했으며, 《Follow the Leader》는 미국 음반 산업 협회로부터 플래티넘 5회 인증을 받은 밴드에서 가장 상업적으로 성공한 음반이다. 싱글인 〈Got the Life〉와 〈Freak on a Leash〉는 모두 3개 이상의 차트에서 차트에 올랐으며, 뮤직 비디오는 MTV에서 은퇴한 최초의 뮤직 비디오, 특히 MTV 쇼인 《토탈 리퀘스트 라이브》로 간주된다. 이 음반은 일반적으로 비평가들로부터 긍정적인 평가를 받았으며, 올뮤직은 이 음반이 "콘의 첫 두 얼터너티브 메탈 랜드마크에 대한 효과적인 후속작"이라고 말했다.

## 녹음 및 제작
1998년 1월, 콘은 《Follow the Leader》를 녹음하기 위해 스튜디오로 돌아왔다. 콘은 로스 로빈슨이 이전 음반에서 작업한 작업에 깊은 인상을 받았지만 프로듀서 스티브 톰슨, 엔지니어 토비 라이트와 함께 작업하기로 결정했다. 하지만 로빈슨은 가수 조나단 데이비스와 함께 음반의 보컬 코치로 작업했다. 라이트에 따르면 로빈슨은 보컬 부스에서 데이비스의 등을 반복적으로 주먹으로 때리는 등 극도로 흥분했다. 콘은 1998년 3월, 웹사이트에 라이브 스트리밍 부서인 콘 TV를 구현하여 방과 후 스페셜 시리즈를 방영했다. 리얼미디어 소프트웨어를 사용하여 팬들은 매주 목요일 오후 7시 30분부터 8시 30분까지 미국 동부 시간으로 오후 8시 30분까지 이 프로그램에 액세스할 수 있었다. 콘의 방과 후 스페셜에는 슈가 레이, 림프 비즈킷, 데프톤스, 스티브 바이, 311, 파사이드 등의 게스트가 참여했다. 이 밴드는 콘 TV에서 음반을 제작하는 모습이 공개되었다. 콘은 팬들이 스튜디오와 무대 뒤에서 무엇을 하고 있는지 볼 수 있도록 음반을 제작하는 모습을 공개했다. 《Follow the Leader》에는 〈Children of the Korn〉의 아이스 큐브, 〈Cameltosis〉의 슬림키드3, 〈All in the Family〉의 림프 비즈킷의 프레드 더스트 등 수많은 게스트 보컬리스트가 참여한다. 이 음반의 노래는 1998년부터 저작권이 있는 〈Children of the Korn〉, 〈All in the Family〉 그리고 〈Cameltosis〉를 제외하고 1997년에 작곡 및 저작권이 부여되었다. 음반 제작 중간에 콘은 톰슨을 해고했고 라이트는 음반의 프로듀서가 되었다. "우리는 서로 눈을 마주치지 못했고 머리를 많이 부딪혔습니다. 그는 훌륭한 프로듀서이지만 그가 가면 더 좋을 것 같았습니다."라고 데이비스는 《케랑!》에 말했다. 톰슨의 해고로 모든 보컬 트랙이 재녹음되어야 했기 때문에 음반 제작이 지연되었다. 1998년 6월이 되자 밴드는 음반을 믹싱하고 있었다.

## 구성
《Follow the Leader》의 길이는 70분 8초이다. 올뮤직은 "그들은 노래를 작곡하지만, 결국 그 곡들은 숨어 있는 메탈 힙합만큼 기억에 남지 않게 된다"라고 말했다. 《엔터테인먼트 위클리》는 《Follow the Leader》가 콘의 "기믹"이라고 평하면서 음반에 "강철 리프"와 "뛰어난 비트"가 있다고 말했다. 타워 레코드는 이 음반이 "유연한 메탈과 불길한 산업적 감각, 힙합 리듬의 저류가 결합되었다"고 말하며 "도시의 악몽"이라고 말하기도 했다. 이 음반은 누 메탈로 간주되지만 얼터너티브 메탈과 랩 록과 같은 다른 장르에도 적용된다.

## 곡 목록
모든 곡들은 콘에 의해 작사/작곡하였다.
| #   | 제목                                         | 재생 시간 |
| --- | -------------------------------------------- | --------- |
| 1.  | 〈It's On!〉                                 | 4:28      |
| 2.  | 〈Freak on a Leash〉                         | 4:15      |
| 3.  | 〈Got the Life〉                             | 3:45      |
| 4.  | 〈Dead Bodies Everywhere〉                   | 4:44      |
| 5.  | 〈Children of the Korn (Feat. 아이스 큐브)〉 | 3:52      |
| 6.  | 〈B.B.K.〉                                   | 3:56      |
| 7.  | 〈Pretty〉                                   | 4:12      |
| 8.  | 〈All in the Family (Feat. 프레드 더스트)〉  | 4:48      |
| 9.  | 〈Reclaim My Place〉                         | 4:32      |
| 10. | 〈Justin〉                                   | 4:17      |
| 11. | 〈Seed〉                                     | 5:54      |
| 12. | 〈Cameltosis (Feat. 슬림키드3)〉             | 4:38      |
| 13. | 〈My Gift to You〉                           | 15:40     |

## 인증
| 국가                                                  | 인증        | 판매량/출하량 |
| ----------------------------------------------------- | ----------- | ------------- |
| 오스트레일리아 (ARIA)                                 | 3× 플래티넘 | 210,000^      |
| 브라질 (Pro-Música Brasil)                            | 골드        | 100,000*      |
| 캐나다 (뮤직 캐나다)                                  | 3× 플래티넘 | 300,000^      |
| 프랑스 (SNEP)                                         | 골드        | 100,000*      |
| 네덜란드 (NVPI)                                       | 골드        | 50,000^       |
| 뉴질랜드 (RMNZ)                                       | 플래티넘    | 15,000^       |
| 영국 (BPI)                                            | 골드        | 100,000^      |
| 미국 (RIAA)                                           | 5× 플래티넘 | 5,000,000^    |
| *판매량을 기반으로 한 인증 ^출하량을 기반으로 한 인증 |             |               |